# Spatulifimbria
Spatulifimbria is een geslacht van vlinders van de familie slakrupsvlinders (Limacodidae).

## Soorten
- S. castaneiceps Hampson, 1892
- S. grisea Hering, 1935